# Brandimarte e Fiordiligi
Brandimarte e Fiordiligi (quest'ultima chiamata anche Fiordalisa) sono due personaggi immaginari, un giovane uomo e una donna sua coetanea, presenti nei poemi Orlando innamorato di Matteo Maria Boiardo e Orlando furioso di Ludovico Ariosto.

## Storia
Nei poemi cavallereschi Brandimarte e Fiordiligi si ritrovano dapprima come schiavi: allevati nel castello di Rocca Silvana, una volta che hanno compreso la loro regale discendenza decidono di sposarsi.
Si convertono al cristianesimo e diventano amici di Orlando: Brandimarte si unirà all'esercito cristiano per combattere i nemici saraceni. Alla morte di Brandimarte, avvenuta per mano di Gradasso nel triplice duello a Lipadusa, segue quella di Fiordiligi, per il dolore.

## Nella cultura di massa
- Nello sceneggiato televisivo Orlando furioso del 1975 diretto da Luca Ronconi, Brandimarte e Fiordiligi sono interpretati rispettivamente da Hiram Keller e da Claudia Giannotti.